# Sant'Elena (Silea)
Sant'Elena è una frazione del comune di Silea in provincia di Treviso. Sorge sulla riva sinistra del fiume Sile

## Geografia fisica
Si trova nella zona meridionale del territorio comunale, sorgendo presso la riva sinistra del fiume Sile.

## Storia
Sant'Elena è citata per la prima volta nel 1089 come Villa de Sancta Elena. Nel 1283 è ricordata per la prima volta la Regula de S. Lena de Super Sylerem. L'appellativo, oggi sul Sile, servì per distinguerla dall'omonima parrocchia della vicina Zerman.

## Luoghi di interesse

### La chiesa
Le prime notizie della chiesa risalgono al 1089. Nel 1478 fu ricostruita ma gli interventi successivi hanno fatto sì che dell'antico edificio non resti oggi più nulla, salvo la facciata, costruita con blocchi di pietra. Il campanile è del 1547 e la sua cuspide del 1891. L'interno risente pure dei restauri e segue lo stile del Settecento veneto.

### Le ville

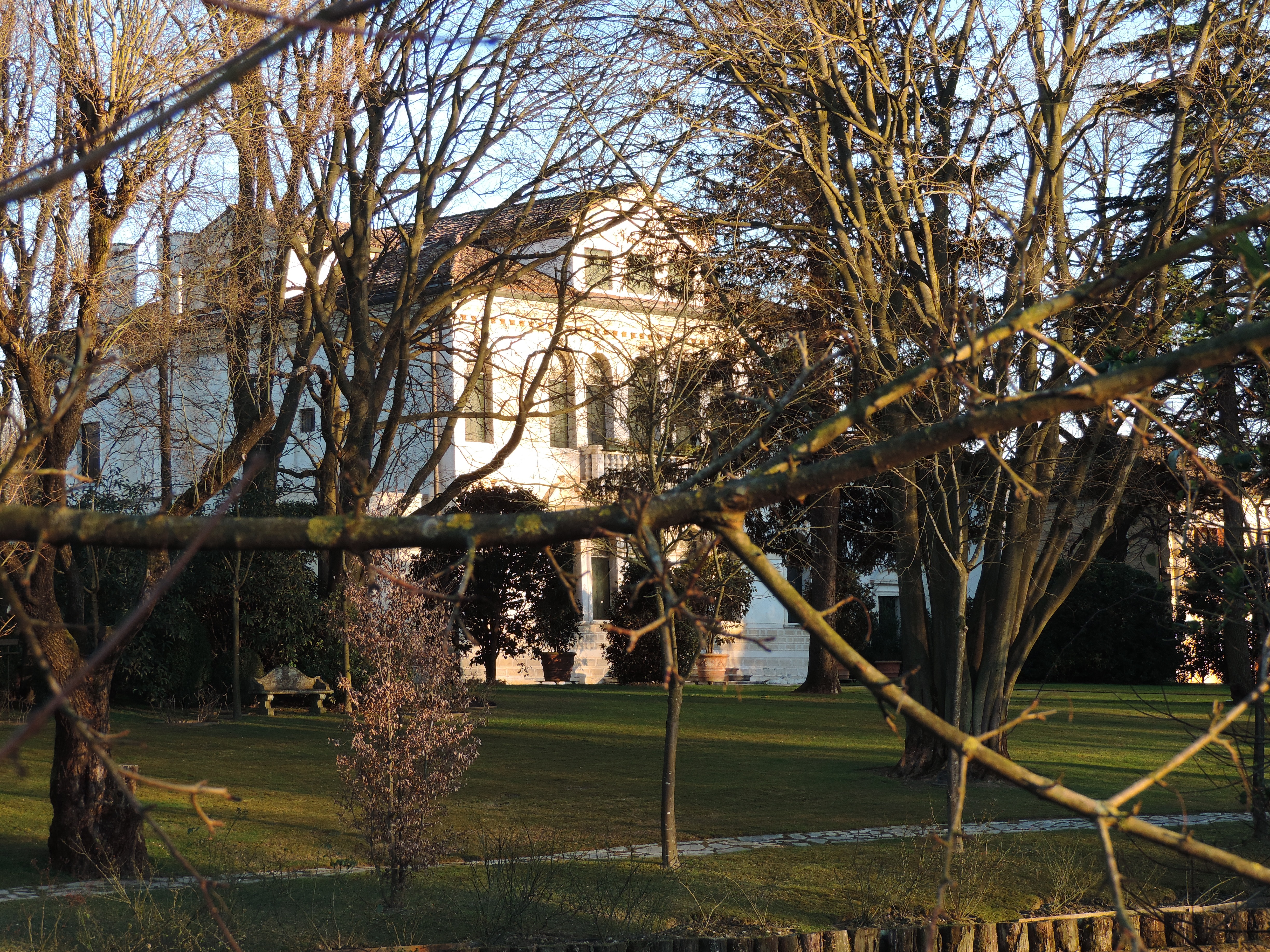
Ca' Riva.

Numerose, come in tutto il Veneto, le ville signorili. 
Villa Celestia sorge sulle rive del Sile ed era un tempo un monastero femminile (le cui religiose erano dette Celestie). Al fabbricato Cinquecentesco i Barberini hanno aggiunto la villa vera e propria, avendo acquistato il complesso nel 1830.
Villa Bembo è Secentesca. Anche questa si affaccia sul Sile e le è annessa una chiesetta dedicata a Sant'Antonio, costruita più di recente al posto dell'antico oratorio.
Villa Da Riva fu innalzata attorno al 1650. Notevole il giardino con il pozzo. Del complesso fanno parte anche una chiesetta e la semplice barchessa.
Villa Contarini, ancora Secentesca, si trova sulla piazza di Sant'Elena. Rimaneggiata più volte, risulta oggi divisa in più unità abitative. Interessanti i davanzali e l'intonaco marmorino. Ospitò per un periodo le scuole elementari.